# 金門砲戦
金門砲戦（きんもんほうせん）は、1958年8月23日から10月5日にかけて、中華民国福建省金門島に対し、中華人民共和国の中国人民解放軍が同島に侵攻すべく砲撃を行ったことにより起きた戦闘である。台湾では八二三砲戦と称している。また第2次台湾海峡危機と称されることもある。
実質的な戦闘行為は10月5日に終わったが、人民解放軍による砲撃は1979年1月1日までの約21年間にわたって定期的に続けられた。1979年の砲撃停止以降、人民解放軍と中華民国国軍との武力衝突は発生しておらず、2020年時点では第二次国共内戦最後の戦闘行為となっている。

## 背景
朝鮮戦争が停戦を迎えると、中華人民共和国は東南沿岸での鷹厦鉄道、浙閩、贛閩、粤閩軍事道路及び福州、龍田、漳州、晋江、恵安、連城での飛行場建設に着手、1955年から1956年にかけて完成させた。
1956年に中国人民解放軍は、ソ連からミグ17のライセンス供与を受け生産した「殲撃五型」の試験飛行を成功させるなど、ノースアメリカンF-86やF-84などのアメリカの機材を導入し近代化を進める中華民国軍に対抗すべく軍備充実が行われた。一方の中華民国側も1955年に米華相互防衛条約を調印しアメリカから最新の機材を導入し、他に在華米軍が駐留し、核弾頭を搭載可能なマタドール巡航ミサイルが配備された。
1958年7月にイラクで7月14日革命が発生し王政が打倒され、レバノンでレバノン危機 (en) が発生すると、アメリカ・イギリス両国は直ちにレバノンとヨルダンに派兵した。これは前年に発表されていた共産勢力の進出に対しては武力行使も辞さないというアイゼンハウアー＝ドクトリンに基づいたもので、これに勇気づけられた蒋介石は、８月に金門島で爆撃演習を行った。アメリカ軍も軍艦と飛行機を派遣して台湾軍を護衛したため緊張は一挙に高まった。これに対し毛沢東は沿岸兵力を増強、中華民国側も、この状況を受けて8月15日に金馬地区（金門・馬祖）に対し戦闘準備を命じている。
8月23日、人民解放軍は金門島及び馬祖列島に対して大規模な砲撃を実施、同時に領海12海里を宣言しアメリカ軍の金門・馬祖への補給を断とうとした。この砲撃は、米国の安全保障コミットが、大陸の至近にある金門島及び馬祖列島まで及ぶのかどうかを試す目的であったとされる。そのためアメリカ軍の航空機や艦艇には砲撃せず、逆に攻撃されても反撃しないといった交戦規定が定められ、前線の部隊は中央の強い統制下で砲撃を行った。
アメリカは周辺海域に多数の空母を集結させて軍事的威圧を加え、金門島及び馬祖列島といえど侵攻を座視しない姿勢を取った。そのため人民解放軍は本格砲撃をやがて停止した。中華民国軍との海戦も人民解放軍が劣勢だったとみられ、人民解放軍は1949年の古寧頭戦役や1955年の一江山島戦役のように上陸部隊を送り出すことはなかった。しかし、この事件後、やがて中華民国側は「大陸反攻」を公式に掲げて大陸側に対する宣伝工作を強めるようになり、一方、中華人民共和国側も「台湾解放」のスローガンを掲げてこれを降ろすことがなかった。その結果、その後も人民解放軍は形式上の儀式のように隔日ごとに金門・馬祖を砲撃、これは1978年まで続いた。これについては、アメリカを交渉に引き出すための駆引きだったのではないかという見方もある。

## 経過

### 砲撃開始

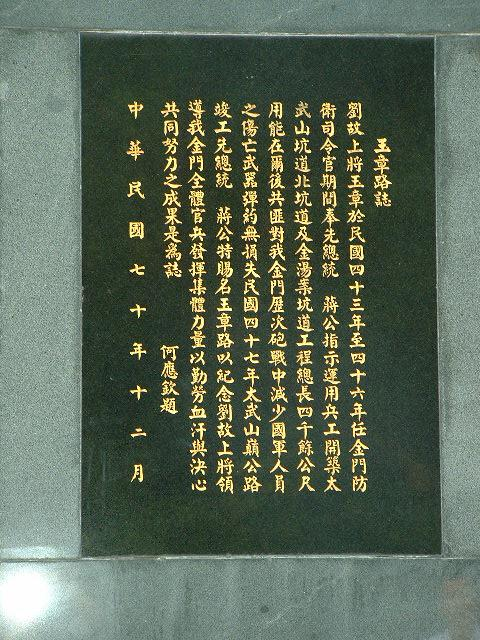
太武山金門防衛司令部、紀念元司令劉玉章上將の碑牌。劉玉章と胡璉は1950年代に金門防衛を担っていた

1958年8月23日午後6時に中華人民共和国の人民解放軍は、大金門島・小金門島に対し火砲459門で砲撃を開始した。戦闘開始2時間で4万発、1日では5万7千発もの砲弾が使用された。攻撃目標としては中央指揮所、観測所、交通機関や砲兵陣地であり440余名の死傷者を台湾側に発生させた。
この結果、中華民国国軍金門防衛司令部の副司令吉星文、趙家驤、章傑が戦死、参謀長劉明奎と金門視察中の中華民国国防部長・兪大維が戦傷を負っている。

### アメリカの反応
この人民解放軍の攻撃に対し、アメリカのジョン・フォスター・ダレス国務長官は、「金馬地区を奪取することは平和に対する脅威である」と警告を発している。

### 反撃
8月24日、人民解放軍は金門の灘頭陣地、料羅湾埠頭、金門空港及び砲兵陣地に対し砲撃を集中させ、これに対し中華民国軍は人民解放軍の砲兵陣地への反撃を開始した。人民解放軍は港湾と空港に対する攻撃を継続し金門の封鎖を試みたが、中華民国軍の強力な反撃にあい失敗した。

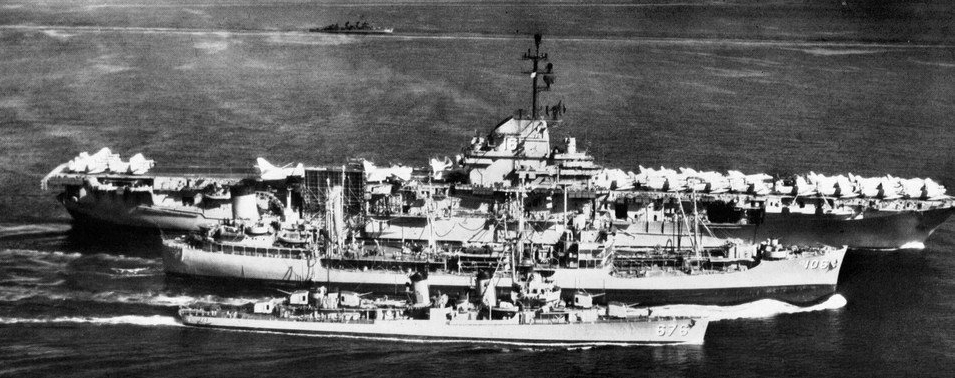
台湾海峡に展開するアメリカ海軍第七艦隊のエセックス級航空母艦レキシントンと支援艦艇

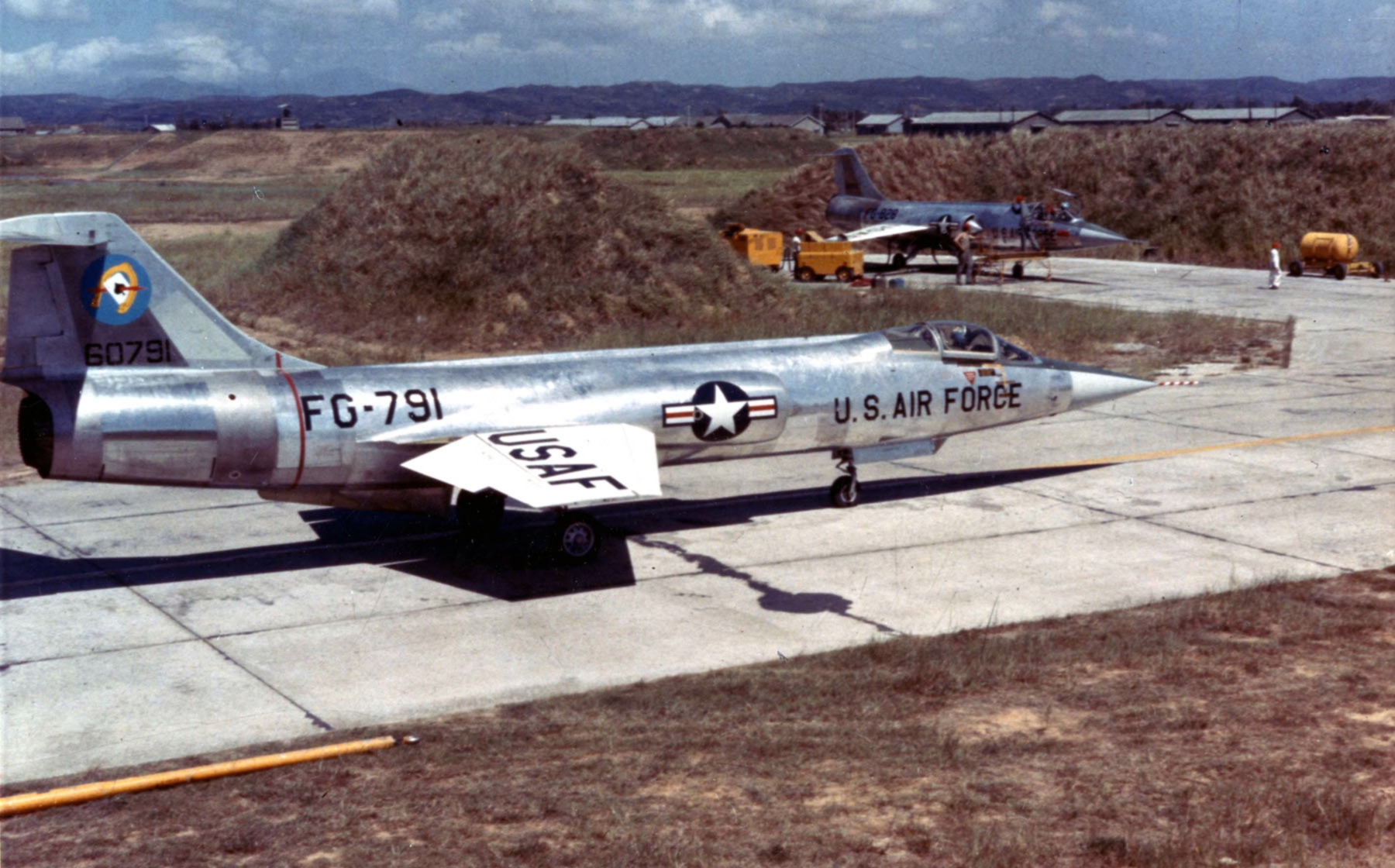
台湾に展開したアメリカ空軍機（9月15日）

金門封鎖作戦への対抗手段としてアメリカは第7艦隊の空母7隻（ハンコック、レキシントン、シャングリラ、プリンストン、ミッドウェイ、ベニントン、エセックス）を台湾海峡周辺に派遣し、中華民国軍への物資補給を支援すると共に、空軍、海兵隊、陸軍の3軍による共同演習を実施し人民解放軍側に警告、更に最新鋭機のロッキードF-104A戦闘機などを台湾に急派、作戦指揮センターを設立するなどの支援策を実施している。

### 海戦
8月24日以後、中華民国軍は金門への海上補給を維持すべく夜間の補給作戦を行ったが、人民解放軍は水雷艇等を動員して補給阻止を図っていた。24日夜、金門島への増援を計った中華民国軍のLST揚陸艦2隻と護衛艦2隻を人民解放軍魚雷艇8隻が奇襲し7分で揚陸艦1隻を撃沈した。
さらに9月1日には、馬公より出航した中華民国軍補給艦が翌日料羅湾で人民解放軍艦艇と遭遇、「九二海戦（料羅湾海戦）」と称される戦闘が発生している。
九二海戦について、中華民国側は「人民解放軍海軍の撃沈は十数隻」と発表したが、人民解放軍側は「衝突により2隻が沈没したのみで補給艦沱江号(173フィート型駆潜艇)に甚大な被害を与えた」と発表している。その戦果については両軍共に自軍の被害を少なく敵軍被害を大きく発表したと考えられ、近年は信憑性に疑問が提示されているが、いずれにしても概ね中華民国側が優勢のまま推移した。

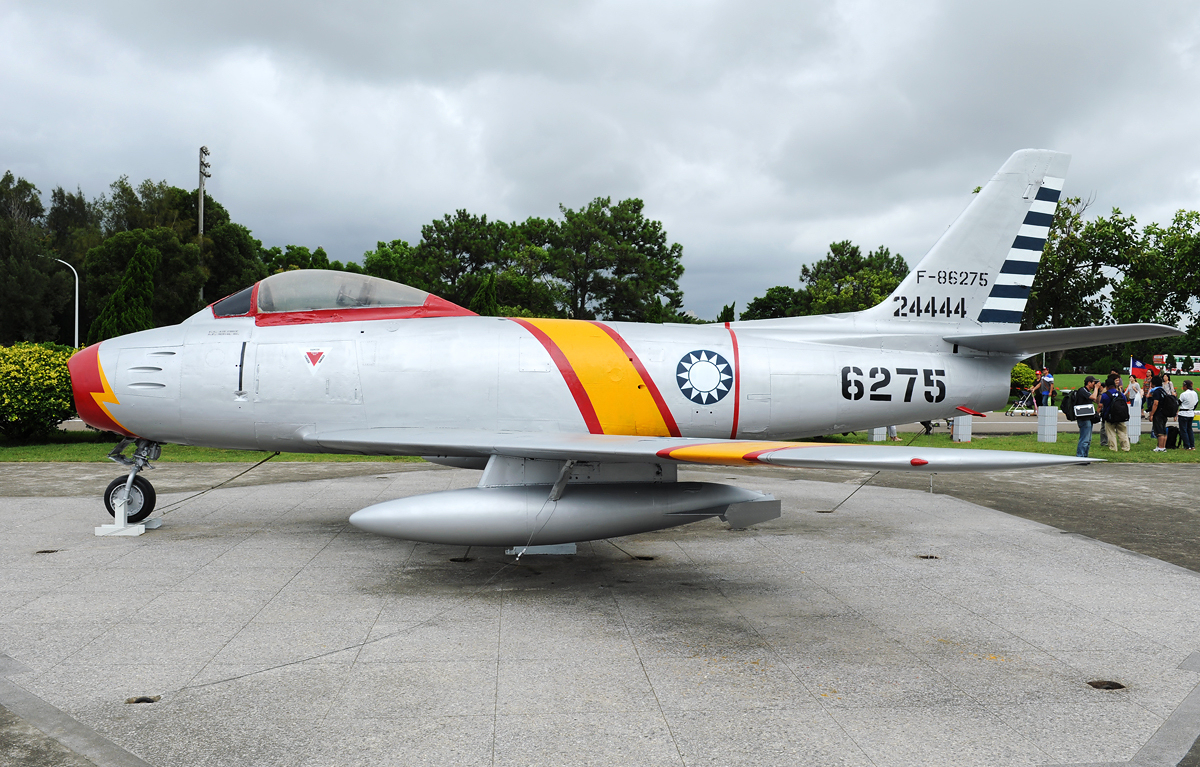
中華民国軍のF86戦闘機

また空戦においては、史上初の空対空ミサイルが使われた戦闘としても知られ、アメリカにより持ち込まれたAIM-9 サイドワインダー空対空ミサイルを用い、人民解放軍側の戦闘機11機を撃墜するなど、中華民国側が同地域の制空権を確保した。

### 核兵器使用に関する議論
開戦当時、アメリカ政府は中華民国当局に対し「金門及び馬祖は米華相互防衛条約の防衛義務範囲に含まれない」として大陳島撤退作戦の時と同様に金門の放棄を要求したが、蔣介石総統はこの要求を拒絶している。さらに中華民国軍が戦闘を優位に運んだことから、アメリカは事態の打開のために、中華民国軍に対しさらなる武器供与を実施した。
モートン・ハルペリンが1966年にまとめた文書によると、当時の統合参謀本部議長であるネーサン・ファラガット・トワイニング空軍大将は、アモイ周辺のいくつかの空軍基地を10～15キロトンの小型核爆弾で攻撃し、それでも侵攻を阻止できなければ上海など中華人民共和国北部まで核攻撃する以外に選択肢はないと主張していた。
その場合、ほぼ確実に中華人民共和国からは台湾、さらに場合によっては当時アメリカ占領下の沖縄やグアムへ核報復攻撃が行われる可能性があると、統合参謀本部内では分析していたという。
このような動きを察知したソ連のニキータ・フルシチョフ書記長は、当時関係が悪化しつつあったにもかかわらず、中華人民共和国に対して「米ソ間の核攻撃を触発しないように」と警告を発した。なおソ連は中華人民共和国の建国以来、上記のミグ戦闘機をはじめとする様々な兵器を中華人民共和国に供与していた他、核兵器開発のための技術供与なども行っていたものの、1956年に行われたフルシチョフのスターリン批判以降両国の関係が悪化していたこともあり、特に武器供与は行わなかった。この金門島の戦闘により、フルシチョフは冒険主義的な行動をとる中華人民共和国の核保有は核戦争を誘発すると認識し、核兵器開発のための技術供与を打ち切った。
また、上記のようにハルペリンによるとアメリカ軍内では核攻撃の声が高まったが、核兵器の使用が当時の計画に含まれたことはなく、アイゼンハワー大統領は通常兵器の使用しか認めなかった。また沖縄にはB-52が、グアムには当時核兵器搭載のボーイングB-47爆撃機中隊15機が待機していたが、当時のドワイト・D・アイゼンハワー大統領がこの利用を承認しなかったことがアメリカ国防総省の機密文書より2008年にわかっている。

### 戦闘終息と隔日攻撃

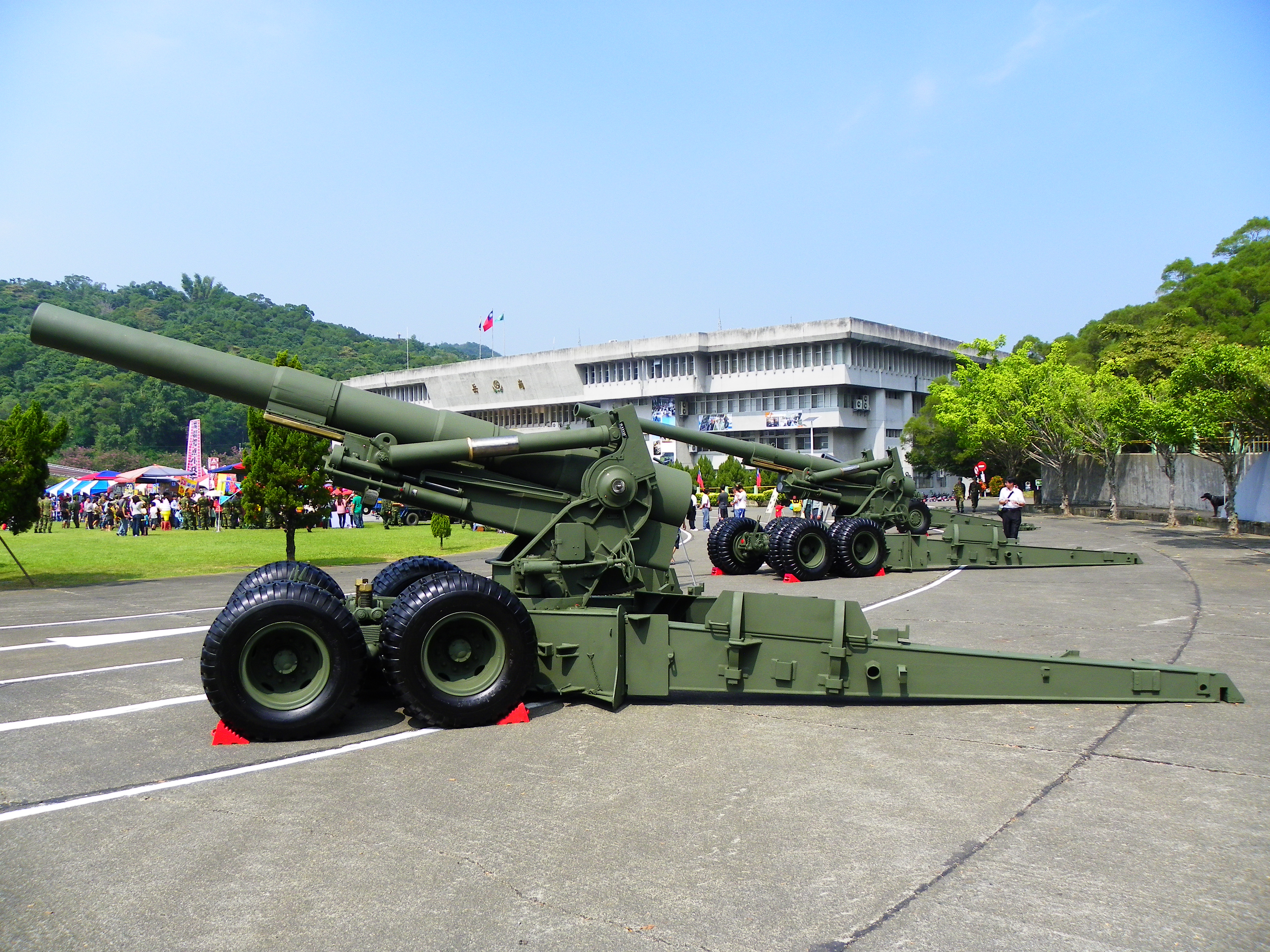
M115榴弾砲

9月18日以降にアメリカ軍の船団よりM115 8インチ榴弾砲が金門島の中華民国軍に直接提供されると、9月26日以降、中華民国軍は対岸のアモイの大嶝、二嶝の中国人民解放軍砲兵陣地を攻撃し大きなダメージを与えた。
中国人民解放軍は、10月5日に彭徳懐国防部長が「人道的な見地より金門への砲撃を7日間停止し中華民国軍船舶による補給を許可する」「ただしアメリカがその護衛を行わないことが条件であり、理由はこれは中国の国内問題でありアメリカが関与することは内政干渉であるからである」と一方的に発表、10月13日には再度2週間の攻撃中止を発表、中国人民解放軍による積極的な攻撃とその後の金門島への侵略作戦は転換を余儀なくされた。10月28日に中国人民解放軍は一方的に隔日攻撃の方針を発表し、戦闘は次第に終息化していく。
その後も中国人民解放軍による定期的な砲撃は継続された。しかし、砲撃は毎週月・水・金曜日に限られ、炸薬ではなく宣伝ビラを詰めた砲弾が用いられ、しかも無人の山地を標的としたことからも明らかな様に形だけのものであった。国際社会への戦略的アピールが目的であったが、戦術的にも全く意味はなかった。
最終的に中国人民解放軍による砲撃が停止されたのは1979年1月1日の米中国交樹立時である。米中国交樹立の際に徐向前国防部長は『停止砲撃大・小金門等島嶼的声明』を発表し、21年におよぶ砲撃戦はようやく停戦することとなった。

## その後
冷戦崩壊後の両岸間の緊張緩和を受けて導入された「三通政策」を受けて、金門島へは両国から船舶の定期便が運航されており、台湾側の観光客だけでなく、中国側からの観光客も多く訪れる観光地となっており、人民元が流通して商店街には中華民国国旗とともに中華人民共和国の国旗も掲げられている。中国側から水道水を供給する海底パイプラインも開通し、金門県政府は一国二制度を歓迎するとも述べている。

## 影響
この砲撃戦で金門には470,000発の砲弾が撃ち込まれた。砲撃に使用された砲弾の弾殻には非常に硬質な鋼が使用されており、金門住民は不発弾やそもそも炸裂しない宣伝弾等を再利用して刃物類を製造するようになり、中でも包丁は金門包丁（金門菜刀）として金門を代表する名産品となっている。
砲撃戦は、日本国内でも広く報道された。昭和天皇も砲撃戦の報道に関心を示して、外交の定例進講を通じて説明を受けた。

## 文書
沖縄返還交渉にも携わったモートン・ハルペリンが1966年にまとめた事件に関する文書は、最高機密文書に指定されていたが、1975年に一部が機密解除された。2017年には元国防総省職員のダニエル・エルズバーグが文書の一部を公開した。